# Galopprennbahn Klampenborg

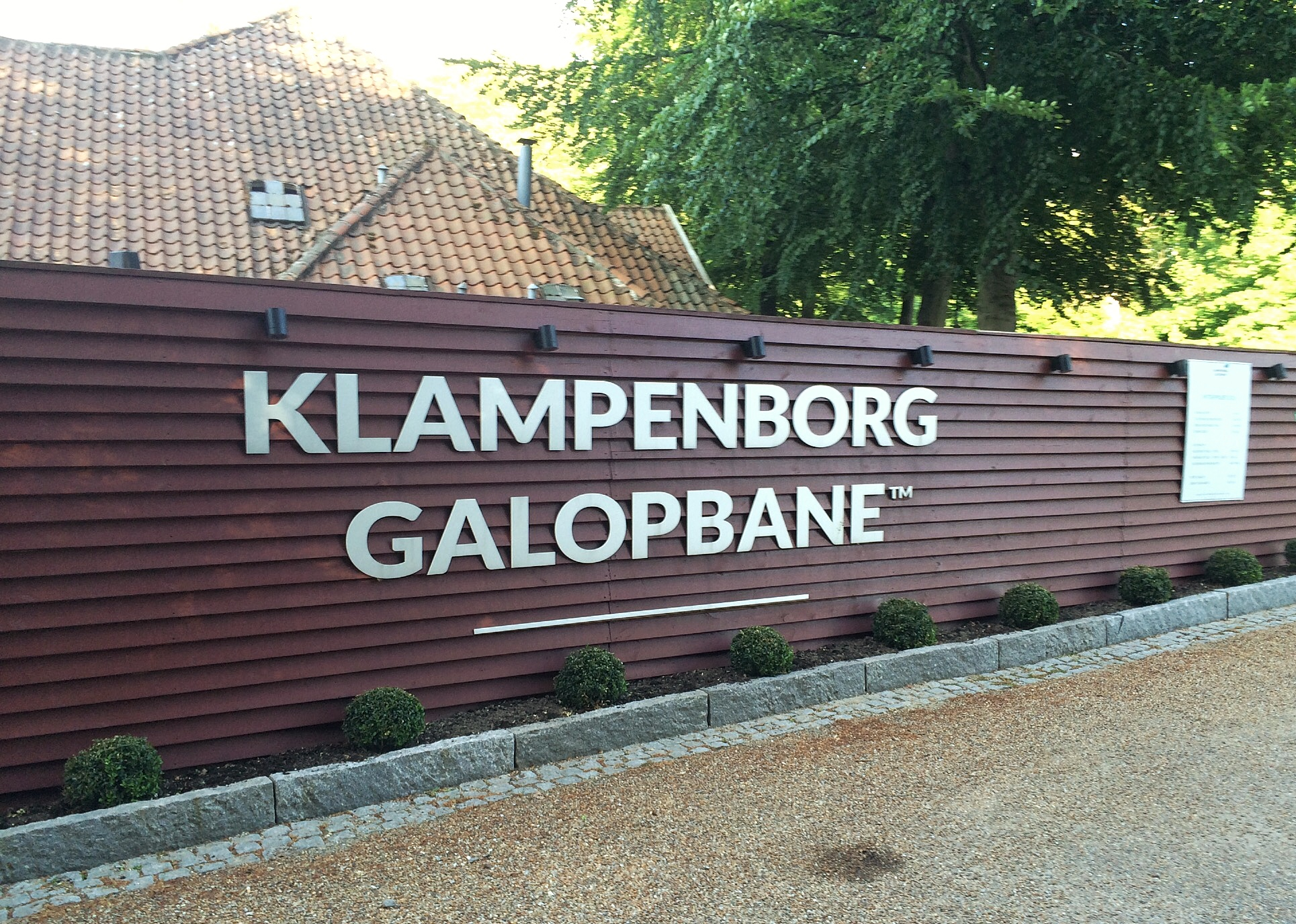
Eingang zur Galopprennbahn

Die Galopprennbahn Klampenborg (dänisch Klampenborg Galopbane) in Klampenborg bei Kopenhagen wurde am 5. Juni 1910 mit sechs Galopprennen eröffnet.

## Geschichte und Daten
Das Skandinavische Derby wurde seit den 1870er-Jahren auf der Ermitage in Dyrehaven veranstaltet. Da das Skandinavische Derby immer von deutschen Pferden gewonnen wurde, wurde es 1895 eingestellt.
Erst 1910, nach der Eröffnung der Galopprennbahn Klampenborg, wurde das Derby mit dem neuen Namen Dänisches Derby ausgetragen. Seither wird es jährlich wiederholt, wobei nur in Skandinavien geborene dreijährige Pferde starten dürfen.
Die Haupttribüne der Galopprennbahn – auch Königliche Tribüne genannt – soll ursprünglich 1900 bei der Weltausstellung in Paris gestanden haben. Die Verwaltung der Rennbahn, die damals Wettrennbahn Klampenborg hieß, kaufte das Gebäude, ließ es zerlegen und in großen Holzverschlägen nach Klampenborg liefern. Dort wurde die Tribüne wieder aufgebaut.
Die Rennbahn ist 1800 Meter lang, es werden Rennen zwischen 600 und 4000 Metern geritten. Alljährlich werden heute auf der Rennbahn in den Monaten April bis November rund 200 Rennen veranstaltet.
Wichtige Rennen sind die Scandinavian Open Championship, das Dansk Derby und die Dansk Oaks.